# FK Partizan
Fudbalski klub Partizan (v cyrilici Фудбалски клуб Партизан), známý česky jako Partizan Bělehrad, je klub srbské Jelen Superligy, sídlící ve městě Bělehrad. Byl založen roku 1945 pod názvem JSD Partizan Beograd. Hřištěm klubu je Stadion FK Partizan s kapacitou 32 887 diváků.

## Historie
Partizan byl založen po válce roku 1945 mladými důstojníky jako fotbalová sekce Ústředního domu jugoslávské armády „Partizan“.
Hned v 1. sezoně 1946/47 vyhrál ligu i pohár.
Na začátku 50. let byl od armády oddělen.
Roku 1959 se dresy změnily z modro-červených na černo-bílé.
V roce 1966 hrál finále PMEZ jako 1. z východního bloku (v Bruselu 1:2 s Realem Madrid). Přešel přes Nantes, Brémy, Spartu Praha (po prohře 1:4 v Praze výhra 5:0 doma) a Manchester United.
V sezonách 2003/04 a 2010/11 hrál základní skupinu Ligy mistrů. V letech 2007/08 až 2012/13 byl Partizan 6× v řadě mistrem.

## Největší derby v Srbsku
Stadiony Partizanu a Crvene Zvezdy jsou od sebe pouhých 12 minut pěší chůzí a jde o největší derby v zemi. Podle odhadů fandí 50 % Srbů Crvene Zvezdě a 45 % občanů Partizanu. Jde tak o největší derby v zemi, které přesahuje rámec fotbalu, jelikož oba kluby společně soupeří minimálně v dalších 20 sportech.

## Úspěchy

### Domácí
Mistr ligy: celkem 27×
- Jugoslávská Prva Liga („velká“ Jugoslávie)
  -  Vítěz (11): 1947, 1949, 1961, 1962, 1963, 1965, 1976, 1978, 1983, 1986, 1987
- Prva savezna liga („malá“ Jugoslávie / Srbsko a Černá Hora)
  -  Vítěz (8): 1993, 1994, 1996, 1997, 1999, 2002, 2003, 2005
- Jelen SuperLiga (Srbsko)
  -  Vítěz (8): 2008, 2009, 2010, 2011, 2012, 2013, 2015, 2017

Pohár: celkem 16×
- Jugoslávský fotbalový pohár („velká“ Jugoslávie)
  -  Vítěz (5): 1947, 1952, 1954, 1957, 1989
- Pohár Jugoslávie / Srbska a ČH („malá“ Jugoslávie / Srbsko a Černá Hora)
  -  Vítěz (4): 1992, 1994, 1998, 2001
- Srbský fotbalový pohár (Srbsko)
  -  Vítěz (7): 2008, 2009, 2011, 2016, 2017, 2018, 2019

Jugoslávský Superpohár
- Vítěz (1): 1989

### Mezinárodní
FK Partizan v evropském fotbale
- Pohár mistrů evropských zemí/Liga mistrů UEFA
  - Finalista (1): 1966
- Mitropa Cup
  - Vítěz (1): 1978

### Ostatní turnaje
- Vítěz (7):
  - Trofeo Mohamed V (1): 1963
  - Torneo Pentagonal Internacional de la Ciudad de México (1): 1970
  - Torneo Pentagonal Internacional de la Ciudad de Bogotá (1): 1971
  - Trofeo Colombino de fútbol (1): 1976
  - Lunar New Year Cup (1): 1984
  - 40th Anniversary FK Partizan (1): 1985
  - Uhrencup (1): 1989

## Hráči
K 24. srpnu 2022
| Číslo |                     | Pozice | Hráč              |
| ----- | ------------------- | ------ | ----------------- |
| 3     | Srbsko              | O      | Mihajlo Ilić      |
| 4     | Bosna a Hercegovina | O      | Siniša Saničanin  |
| 5     | Černá Hora          | O      | Igor Vujačić      |
| 6     | Srbsko              | O      | Svetozar Marković |
| 7     | Kapverdy            | Z      | Patrick Andrade   |
| 8     | Mali                | Z      | Hamidou Traoré    |
| 9     | Nizozemsko          | Ú      | Queensy Menig     |
| 10    | Izrael              | Z      | Bibras Natcho     |
| 11    | Kapverdy            | Ú      | Ricardo Gomes     |
| 12    | Srbsko              | O      | Zlatan Šehović    |
| 14    | Srbsko              | Z      | Samed Baždar      |
| 15    | Srbsko              | Z      | Ljubomir Fejsa    |
| 17    | Srbsko              | O      | Marko Živković    |
| 18    | Mali                | Ú      | Fousseni Diabaté  |
| 20    | Srbsko              | Ú      | Andrija Pavlović  |

| Číslo |        | Pozice | Hráč                        |
| ----- | ------ | ------ | --------------------------- |
| 25    | Srbsko | B      | Milan Lukač                 |
| 26    | Srbsko | O      | Aleksandar Filipović        |
| 29    | Srbsko | Ú      | Nemanja Ilić                |
| 36    | Srbsko | Z      | Nikola Terzić               |
| 40    | Srbsko | Z      | Kristijan Belić             |
| 41    | Srbsko | B      | Aleksandar Popović          |
| 48    | Srbsko | O      | Mateja Stašević             |
| 51    | Srbsko | Ú      | Vanja Vlahović              |
| 55    | Srbsko | Z      | Danilo Pantić               |
| 72    | Srbsko | O      | Slobodan Urošević (kapitán) |
| 77    | Srbsko | Ú      | Nemanja Jović               |
| 85    | Srbsko | B      | Nemanja Stevanović          |
| 87    | Srbsko | Ú      | Nikola Lakčević             |
| 90    | Srbsko | Ú      | Mihajlo Petković            |
| 97    | Srbsko | Z      | Aleksandar Lutovac          |

## Významní hráči
- Stjepan Bobek (1945–1959)
- Milan Galić (1958–1966)

## Dresy a sponzoři
| Období    | Výrobce dresu | Hlavní sponzor |
| --------- | ------------- | -------------- |
| 1978–1982 | Sport         | Nikdo          |
| 1982      | Adidas        | Fiat           |
| 1983–1985 | Adidas        | Rubin          |
| 1986–1987 | Adidas        | Iskra Delta    |
| 1988      | Adidas        | Lee Cooper     |
| 1989–1990 | Adidas        | BEKO           |
| 1990–1992 | Vocado        | Aiwa           |
| 1992–1993 | Admiral       | Nikdo          |
| 1993–1994 | Admiral       | GOMA           |
| 1994–1996 | ASICS         | GOMA           |
| 1996–1998 | Nike          | OKI            |
| 1998–2000 | Nike          | Peugeot        |
| 2000      | NAAI          | Peugeot        |
| 2000–2003 | Puma          | Peugeot        |
| 2003–2004 | Kappa         | Superfund      |
| 2004–2006 | Kappa         | Imlek          |
| 2006      | Kappa         | Austrotherm    |
| 2006–2009 | Kappa         | Volkswagen     |
| 2009–2010 | Kappa         | MSI            |
| 2010–2011 | Adidas        | EPS(*)         |
| 2011–2012 | Adidas        | Nikdo          |
| 2012–2013 | Adidas        | Lav pivo       |
| 2013–     | Adidas        | Nikdo          |